# Alexandra Ledermann 7 : Le Défi de l'Étrier d'or
Alexandra Ledermann 7 : Le Défi de l'Étrier d'or (Pippa Funnell: The Golden Stirrup Challenge au Royaume-Uni et aux États-Unis) est un jeu vidéo ayant pour thème l'équitation académique, issu de la série Alexandra Ledermann.  Il est développé par Lexis Numérique et édité Ubisoft.

## Histoire
Dans ce jeu, le joueur incarne une jeune fille, Flora. Elle a été acceptée à l'Académie des Sycomores et s'apprête à y vivre une grande aventure aux côtés de ses camarades.

## Accueil
- Jeuxvideo.com : 11/20[2]
- 01.net cite le jeu parmi les meilleurs jeux vidéo de l'année 2006[3].